# Rabsztyn (Małe Pieniny)

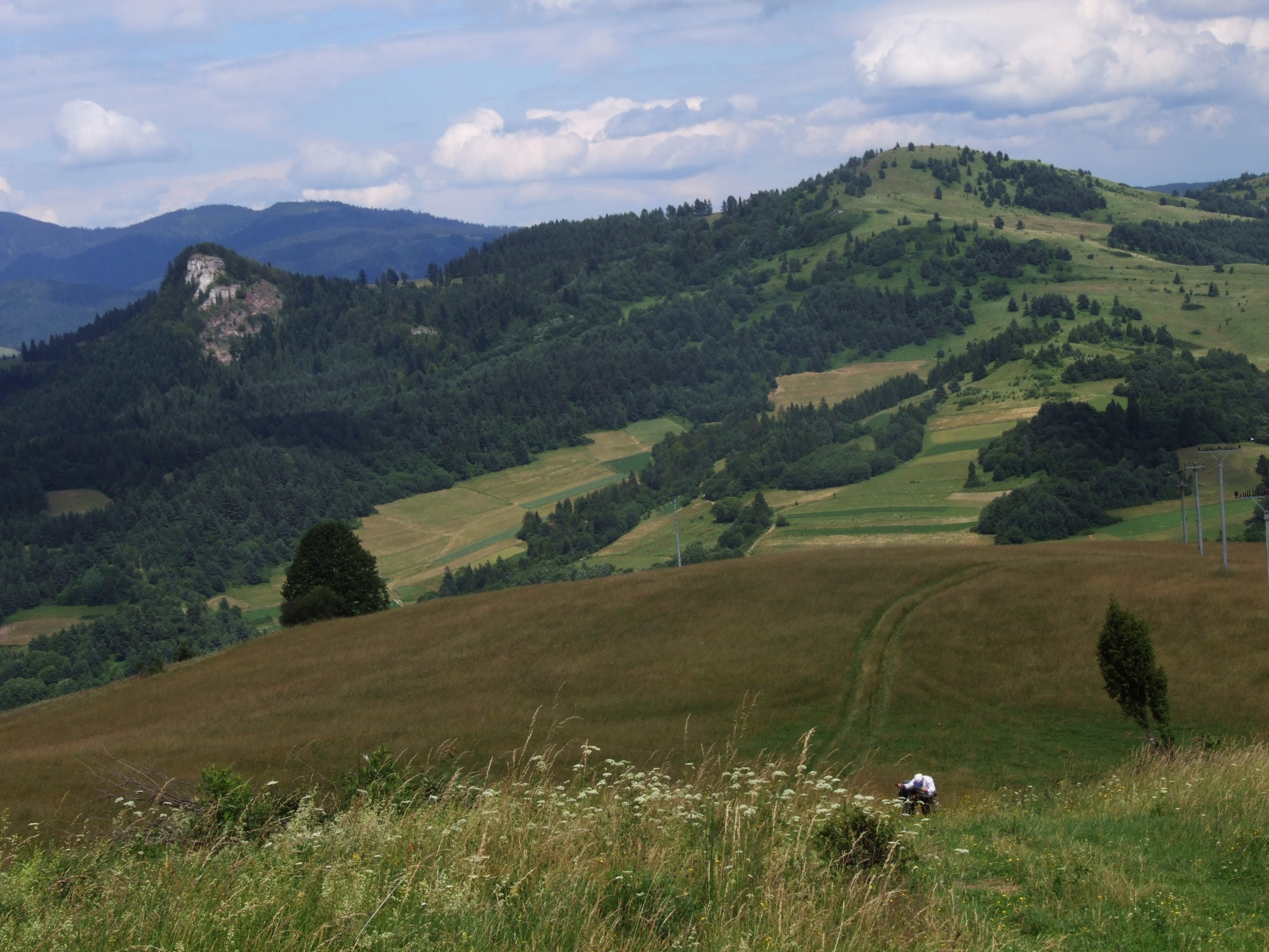
Rabsztyn i Wysoki Wierch – widok z południowej strony

Rabsztyn (847 m, 820 m, słow. Rabštin) – szczyt w Małych Pieninach. Jest kulminacją krótkiej odnogi odchodzącej pod Wysokim Wierchem od grzbietu Małych Pienin. Wznosi się na wprost Jarmuty, na południe od niej, ponad doliną Leśnickiego Potoku. Przebiega przezeń granica polsko-słowacka. Polskie stoki Rabsztyna znajdują się w granicach Szlachtowej, w województwie małopolskim, w powiecie nowotarskim, w gminie miejsko-wiejskiej Szczawnica.
Jest to wyraźnie wyodrębniony, lesisto-skalisty szczyt zbudowany ze skał wapiennych. Od zachodniej strony kończy się stromą, przepaścistą ścianą skalną o wysokości ok. 50 m. Niektórzy, m.in. Maria Konopnicka, uważali, że na jego szczycie stał niegdyś zamek. Jednak nie jest to prawdą. Szczyt był od dawna turystycznie zwiedzany, malował go i opisywał m.in. Maciej Bogusz Stęczyński. W 1860 r. pisano: „Nawet płeć piękna bawiąca w kąpielach szczawnickich nie szczędzi pieszego trudu w towarzystwie przewodnika górala doznając zupełnego zadowolenia”. Krążyły opowieści o rzekomych lochach łączących go z Jarmutą oraz o istniejących w nim sztolniach. Według niepotwierdzonych informacji do 1914 r. istniało na nim gniazdo ostatniego w Pieninach, bardzo rzadkiego na obszarze Polski gatunku ptaka – sępa płowego.
Nazwa tego szczytu w wersji Rabenstein, Rabstin versus Tsawnitz i inne pojawia się już w pismach słynnego brata Cypriana z Czerwonego Klasztoru na Słowacji, który zbierał tutaj zioła. Występuje tutaj rzadka w Polsce i chroniona roślina – pluskwica europejska. Od północnej, polskiej strony pod szczytem znajdują się duże polany, na których prowadzony jest kulturowy wypas owiec, w bacówce sprzedawane są oscypki.
Przez sam szczyt nie prowadzi szlak turystyczny, można na niego jednak bez większych trudności (dość stromo) wejść od południowego wschodu. Szlak turystyczny prowadzi polanami pomiędzy Rabsztynem a wzniesieniem zwanym Huściawą (818 m). Ze szlaku dobre widoki na Trzy Korony, Tatry, Beskid Sądecki. Około 500 m na wschód od Rabsztynu, w tym samym grzbiecie Małych Pienin, pomiędzy Rabsztynem a Wysokim Wierchem znajdowało się dawniej turystyczne przejście graniczne Szlachtowa – Wielki Lipnik (na wysokości 865 m).

## Szlaki turystyki pieszej
– grzbietem Małych Pienin, po północnej stronie Rabsztynu (szlak Tarnów – Wielki Rogacz).